# Махина, Юлия Яковлевна
Юлия Яковлевна Махина (Бартеньева) (15 [27] января 1850, Тамбов — 7 [20] февраля 1902, Москва) — оперная певица (сопрано), вокальный педагог.

## Творческая биография
Родилась в семье военного в Тамбове. Там же окончила Тамбовский женский институт и уехала в Петербург.
В 1868—1873 (или по 1874 г.)обучалась пению в Петербургская консерватория (класс К. Эверарди).
В самом начале 1870-х, ещё будучи студенткой, начала артистическую деятельность. Первое же выступление («Сиротка» М. Мусоргского) прошло удачно и было отмечено публикациями в прессе. Даже через много лет, уже по смерти певицы, музыкальный критик С. Н. Кругликов (Кругликов С. Памяти Ю. Я. Махиной // Новости дня. 1902. № 6707. С. 3) писал о её первом концерте: «Исполнение это было тепло и талантливо. Дебютантка, кстати, сообщила своему тембру какие-то чисто детские звуки, ребячьи интонации». Начинающую певицу заметил и Э. Направник и в 1872 году пригласил её на исполнение сольной партии в «Странствии Розы» (Der Rose Pilgerfahrt) Р. Шумана.
Окончив Петербургскую консерваторию, в 1874 совершенствовалась в вокальном искусстве в Италии, где продолжила концертную деятельность. В том же году вернулась в Россию.
В 1874—1877 гг. — артистка Киевской оперной антрепризы И. Я. Сетова.
В 1875—1877 гг. — солистка петербургского Мариинского театра (дебютировала в партии Антониды — «Жизнь за царя» М. Глинки).
В 1877—1887 гг. солистка московского Большого театра.
На протяжении всей оперной карьеры постоянно вела и концертную. Пела п/у Э. М. Бевиньяни, Э. Ф. Направника, Н. Б. Эммануэля.
Пружанский А. М. отмечает: «Обладала небольшим, ровным голосом приятного тембра. Исполнение отличалось задушевностью и художественной законченностью. Артистке была свойственна пластичность жестов.».
Похоронена в Москве на кладбище Покровской епархиальной общины сестёр милосердия.

## Среди оперных партий
- 1854 — «Аскольдова могила» А. Верстовского — Надежда
- «Жизнь за царя» М. Глинки — Антонида
- 1879 — «Миньон» А. Тома — Филина (впервые на русской сцене; режиссёр А. Дмитриев[1])
- 1879 — «Гугеноты» Дж. Мейербера — Маргарита Валуа
- 1880 — «Бал-маскарад» Дж. Верди — Оскар (впервые на русской сцене; режиссёр А. Дмитриев[1])
- 1881 — «Вражья сила» А. Н. Серова — Даша (впервые в Большом театре)
- 1881 — «Иоанн Лейденский» («Пророк») Дж. Мейербера — Берта (впервые в Большом театре)
- 1881 — «Тангейзер» Р. Вагнера — Венера (впервые в Большом театре)
- 1882 — «Граф Нулин» Г. А. Лишина — Параша (первая исполнительница; партия была подготовлена, однако премьера не состоялась[1])
- «Линда ди Шамуни» Г. Доницетти — Линда ди Шамуни
- «Вольный стрелок» К. М. Вебера — Аннхен
- «Фауст» Ш. Гуно — Маргарита (критика отметила «нетрадиционность сценического воплощения образа»[1]) и Зибель
- «Руслан и Людмила» М. И. Глинки — Людмила
- «Русалка» А. С. Даргомыжского — Наташа
- «Опричник» П. И. Чайковского — Наталья
- «Дон Жуан» В. А. Моцарта — Церлина
- «Фра-Дьяволо, или Гостиница в Террачине» Д. Обера — Церлина
- «Роберт-Дьявол» Дж. Мейербера — Изабелла
- «Галька» С. Монюшко — Галька

Партнёры: А. М. Абрамов, А. И. Барцал, Е. Верни, М. Винчи, А. М. Додонов, А. П. Иванова, Б. Корсов, А. П. Крутикова, А. Ляров, Е. Массини, Ф. И. Стравинский, Д. А. Усатов, Л. Б. Финокки, О. Р. Фюрер, П. А. Хохлов.

## Педагогическая работа
Вела педагогическую работу: в 1875—1876 гг. преподавала в Киевском музыкальном училище, с 1887 — профессор в Московском музыкально-драматическом училище.
Среди учеников: О. Аксюк, А. Альтшулер, Д. Кравцова, Л. Телегина, В. Г. Ухов, П. Химиченко, С. Энгель-Крон (Акимов).